# Siligurský koridor

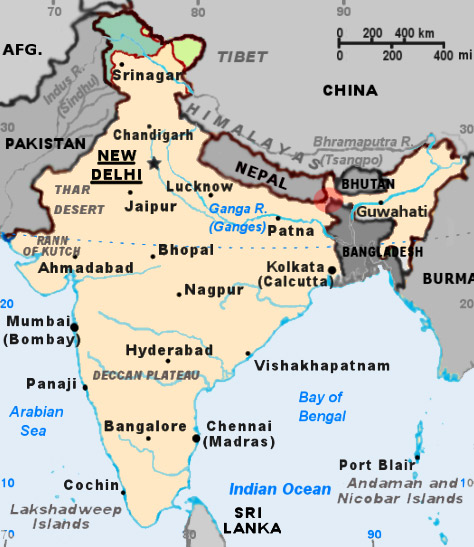

Siligurský koridor (anglicky Siliguri Corridor), zvaný též „Husí krk“ (Chicken's neck) je územní šíje pod indickou suverenitou, sevřená mezi Nepálem, Bangladéšem a Bhútánem. V nejužším místě měří jen 20 km a pro Indii má klíčový strategický význam, neboť zajišťuje spojení oblasti Ásámu (resp. celé Severovýchodní Indie) se zbytkem státu. Oblast se vyznačuje vysokou hustotou obyvatelstva (největší je město Siliguri s více než půlmilionem obyvatel) a politickým napětím vyplývajícím z blízkosti hranic zmíněných států a navíc ještě Číny (jen asi 20 km odtud).

## Geografie
Oblast je nejsevernějším výběžkem svazového státu Západní Bengálsko, v jehož rámci má zvláštní správní režim. Sousedí na severozápadě s Nepálem, na severovýchodě s Bhútánem a na jihu s Bangladéšem. Vnitrostátní hranici má na západě se svazovým státem Bihár, na severu se Sikkimem a na východě s Ásámem. Koridor je pro obyvatele 8 států severovýchodní Indie (včetně Sikkimu) nesmírně důležitý, protože je to jediné pozemní spojení s ostatním indickým územím bez nutnosti překročení hranic. Koridor je převážně nížinatý, na povodí přítoků Gangy a Brahmaputry, v severní části se zvedá do podhůří Himálají (město Dárdžiling).

## Historie
Oblast stejně jako zbytek dnešní Indie, Pákistán a Bangladéš byla součástí Britské Indie. V roce 1947 dalo Spojené království Britské Indii nezávislost a na jejím území vznikly dva státní celky, převážně hinduistická Indie a muslimský Pákistán, jehož součástí se stalo i východní Bengálsko jako rozsáhlá exkláva vzdálená 1500 km od zbytku státu. Při stanovování hranic si Indie prosadila úzký koridor podél severní hranice východního Bengálska (nově tzv. Východního Pákistánu) zajišťující její územní celistvost. Tento nárok a posléze obsazení tohoto území svou armádou ospravedlňovala Indie také právem na sebeurčení hinduistických etnických skupin v této oblasti.
Jižní hranice Siligurského koridoru (vůči Pákistánu) okolo řeky Tista byla stanovena s mimořádně komplikovaným průběhem, založeným nejen na náboženské skladbě obyvatel, ale i na rozdrobených historických panstvích. Tím vzniklo více než 160 drobných vzájemných enkláv, někdy i vícenásobně vnořených. Ty přetrvaly i po osamostatnění Východního Pákistánu roku 1971 jako stát Bangladéš a velmi ztěžovaly život jejich obyvatel. Teprve dohodou roku 2015 byly všechny tyto enklávy zrušeny až na jednu bangladéšskou obklopenou územím Indie (Dahagram).

## Obyvatelé
Oblast je etnicky velmi různorodá, mezi národy kteří zde žijí patří Bengálci, Ásámci, Bodové, Ngalopové, Lhotšampové, Šarlopové a Névárci.

#### Bengálci
Bengálci jsou národ žijící převážně na území Bengálska. Jsou spojeni společným jazykem bengálštinou, společnou sociální strukturou, společným náboženstvím (islámem) a většinou společnou historií.
Celkově jde asi o 207 milionů lidí. Lidé mluvící bengálsky žijí i v zemích jako Malawi, Spojené arabské emiráty, Spojené království, USA, Saúdská Arábie, Singapur či Nepál.

#### Lhotšampové
Lhotšampové jsou převážně hinduisté indického a nepálského původu. Žijí i v jižní části Bhútánu, kde je teplejší klima, a mají jiné zvyky. Jsou proto bhútánskou vládou a majoritní buddhistickou společností diskriminováni. V 80. a 90. letech bylo více než 100 000 Lhotšampů vyhnáno z Bhútánu právě do oblasti koridoru, když je vláda obvinila, že jsou ilegálními imigranty a zabavila jim majetek a půdu. Další tisíce jich později emigrovaly z důvodu diskriminace. Mnoho jich dodnes žije v uprchlických táborech ve východním Nepálu, protože jim vláda Bhútánu nedovolila vrátit se, další byli přesídleni OSN, zejména do západních zemí.

#### Névárci
Névárci jsou domorodí obyvatelé převážně Káthmándského údolí v Nepálu. Podle sčítání lidu z roku 2001 žije v Nepálu 1 245 232 Névárců, což činí 5,48 % celkového obyvatelstva a z Névárců to dělá šestou největší etnickou skupinu v zemi. Mateřským jazykem většiny Névárců je névárština, většinou vyznávají hinduismus, v menší míře i buddhismus.

## Politika
Oblast územně náleží do státu Západní Bengálsko, jehož zákony zde platí, je však spravována přímo centrální indickou vládou, tedy de facto jako federální teritorium. Na dodržování míru a pořádku dohlíží indická armáda.